# Communauté de communes de l'Aigoual
La Communauté de communes de l'Aigoual (ex-Communautés de Communes des Hauts Plateaux) est une ancienne communauté de communes française, située dans le département du Gard et la région Languedoc-Roussillon. Elle a été dissoute le 1er janvier 2013 à la suite de la mise en application de la réforme des collectivités territoriales et des décisions du  conseil départemental de coopération intercommunale du Gard. En effet, cette réforme a fait disparaître toutes les structures intercommunales de moins de 5 000, voire 10 000 habitants.

## Composition
À sa dissolution, le 31 décembre 2012, elle regroupait 9 communes :
| Nom                        | Code Insee | Gentilé           | Superficie (km2) | Population (dernière pop. légale) | Densité (hab./km2) |
| -------------------------- | ---------- | ----------------- | ---------------- | --------------------------------- | ------------------ |
| Valleraugue (siège)        | 30339      | Valleraugois      | 78,35            | 1 044 (2014)                      | 13                 |
| Causse-Bégon               | 30074      | Caussenards       | 7,67             | 15 (2014)                         | 2                  |
| Dourbies                   | 30105      | Dourbiens         | 60,88            | 159 (2014)                        | 2,6                |
| Lanuéjols                  | 30139      | Lanuéjolois       | 62,43            | 362 (2014)                        | 5,8                |
| Notre-Dame-de-la-Rouvière  | 30190      | Rouviérois        | 16,49            | 426 (2014)                        | 26                 |
| Revens                     | 30213      | Revenois          | 13,85            | 23 (2014)                         | 1,7                |
| Saint-André-de-Majencoules | 30229      | Andrémajencoulois | 21,79            | 614 (2014)                        | 28                 |
| Saint-Sauveur-Camprieu     | 30297      | Candrivains       | 31,74            | 252 (2014)                        | 7,9                |
| Trèves                     | 30332      | Triviens          | 26,59            | 131 (2014)                        | 4,9                |

## Administration
Le président de la communauté de communes était Martin Delord, maire (PS) de Lanuéjols et conseiller général du canton de Trèves. Il est également président du Pays Aigoual Cévennes Vidourle.